# Thomas Prior (kunstschilder)

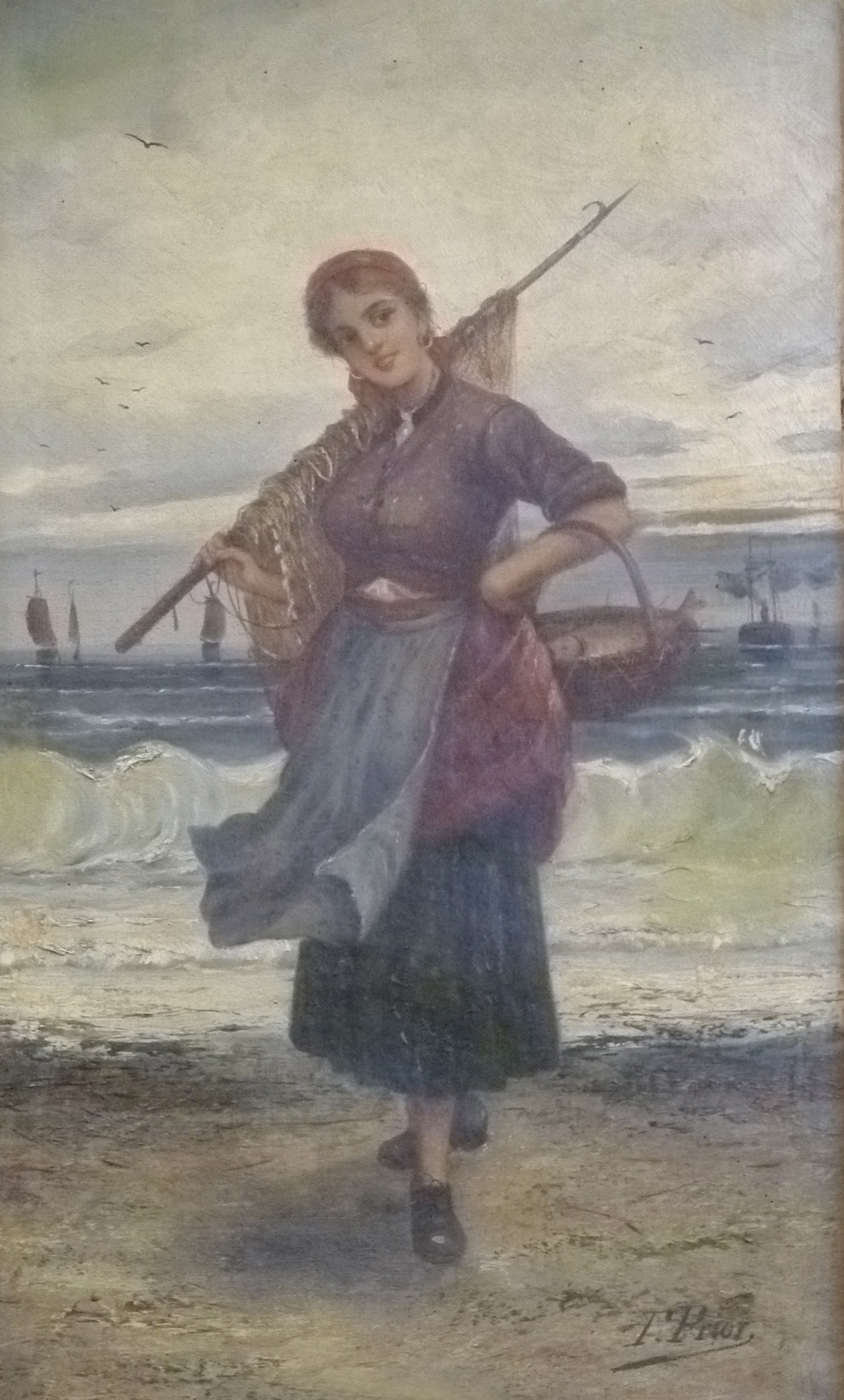
Vissersvrouw op het strand (privécollectie).

Thomas Abiel Prior (Londen, 5 november 1809 - Calais, 8 november 1886) was een Engelse tekenaar, etser, schilder en aquarellist.
Zijn vroege etsen (1830 - einde 1840) waren hoofdzakelijk topografische zichten, gemaakt voor de uitgevers Henry Fisher en George Virtue. Zijn reputatie werd gevestigd door de tekening van Heidelberg door William Turner aan te kopen  en in 1844 te etsen op koper. Dit werd opnieuw geëtst op staal voor het weekblad "The Art Journal"  in 1864. Dezelfde ets werd opnieuw uitgegeven in 1878 voor R.W. Wornum's Turner Gallery. Prior heeft verder tussen 1850 en 1871 veertien etsen gemaakt voor "The Art Journal". Zijn laatste ets was "The fighting Téméraire" (naar een van de beroemdste schilderijen van Turner), die hij voltooide in september 1886, enkele weken voor zijn dood.
Hij verbleef vanaf 1860 geruime tijd in Calais om dichter bij zijn zoon te zijn. Hij kwam aan de kost als leraar tekenkunst. Dit nam zijn meeste tijd in beslag. Daardoor kon het soms tien jaar duren vooraleer een nieuwe ets afgewerkt was. Uit die periode stammen ook een aantal schilderijen van vissers en hun omgeving.
Veel van zijn werken bevinden zich nog in privébezit, maar er zijn toch een aantal musea die, in hoofdzaak, etsen van zijn hand bevatten, zoals The National Library of Wales.
Het Musée des Beaux-Arts de Calais bevat een aquarel Le fort Rouge et la plage.
- Gemeinsame Normdatei: 1240258208
- International Standard Name Identifier: 0000 0000 6707 9041
- KulturNav: 1b38031e-4050-46f4-95ac-36de298cd4df
- Library of Congress Control Number: nr93002473
- Nationale bibliotheek van Australië: 35073639
- RKD-Nederlands Instituut voor Kunstgeschiedenis: 64908
- Système universitaire de documentation: 079085121
- Trove: 818663
- Union List of Artist Names: 500028584
- Virtual International Authority File: 63876782
- WorldCat: E39PBJv8DxYf6t4TDtyrfJhGpP